# Gmina zbiorowa Dransfeld
Gmina zbiorowa Dransfeld (niem. Samtgemeinde Dransfeld) – gmina zbiorowa położona w niemieckim kraju związkowym Dolna Saksonia, w powiecie Getynga. Siedziba gminy zbiorowej znajduje się w mieście Dransfeld.

## Podział administracyjny
Do gminy zbiorowej Dransfeld należy pięć gmin, w tym jedno miasto:
1. Bühren
2. Dransfeld
3. Jühnde
4. Niemetal
5. Scheden